# Длиннохвостый луговой трупиал
Длиннохвостый луговой трупиал (лат. Leistes loyca) — вид птиц рода Leistes семейства трупиаловых. Выделяют 4 подвида. Очень похож на Leistes defilippii.

## Описание
Птица длиной от 25 до 28 см с довольно длинным хвостом и длинным заострённым клювом. Самец в основном тёмно-коричневый с черноватыми прожилками. Грудь и горло ярко-красные, а на голове у основания клюва есть белое пятно. Бровь белая за глазом и красная перед ним. Самки бледнее самцов с красными отметинами, а брови и горло охристые.

## Ареал
Гнездится на юге Чили, в южной и западной частях Аргентины. Некоторые представители данного вида зимой мигрируют на север. Эндемичный подвид, L. l. falklandica, встречается на Фолклендских островах. Птицы данного вида обитают в открытых местах обитания, таких как пастбища, где они кормятся на земле, питаясь в основном беспозвоночными.

## Размножение
Гнездо делается из сухой травы и строится самкой. Всякий раз, когда самка покидает гнездо, она сначала отходит от него на несколько метров, прячась среди сухой травы, чтобы гнездо не нашли хищники, увидевшие её. Такой же способ используется при возвращению к гнезду — сначала она приземляется в нескольких метрах от него, а затем идёт к нему. В период размножения птицы этого вида откладывают от двух до четырёх яиц. Они голубовато-белые с темными пятнами и прожилками.

## Подвиды
Выделяют 4 подвида:
- L. l. loyca (Molina, 1782)
- L. l. catamarcanus (Zotta, 1937)
- L. l. obscurus (Nores & Yzurieta, 1979)
- L. l. falklandicus (Leverkühn, 1889)